# Kari Karhunen
Kari Karhunen (né le 12 avril 1915 à Helsinki et mort le 16 septembre 1992 à Helsinki)  est un probabiliste et un statisticien finlandais. Il est connu surtout pour le théorème de Karhunen-Loève (en) et la "transformée de Karhunen-Loève" ou analyse en composantes principales.

## Biographie
Kari Karhunen soutient sa thèse en 1947 à l'université d'Helsinki. Le titre de sa thèse est (en allemand) "Über lineare Methoden in der Wahrscheinlichheitsrechnung", qui peut se traduire en français par : "Des méthodes linéaires en calcul des probabilités". Son directeur de thèse est le mathématicien finlandais Rolf Nevanlinna.
Kari Karhunen est ensuite maître de conférences à l'université d'Helsinki.
Il quitte ensuite l'université au profit de la société d'assurances finlandaise Suomi, dont il deviendra en 1963 le numéro 1.
Il est membre honoraire de la Société finlandaise de reconnaissance des formes (Finnish Pattern Recognition Society).
Kari Karhunen travaille en 1955 pour le Comité pour la machine mathématique qui développe le premier ordinateur finlandais, l'ESKO.